# Argestru, Suceava
Argestru este o localitate componentă a municipiului Vatra Dornei din județul Suceava, Bucovina, România.

## Galerie de imagini

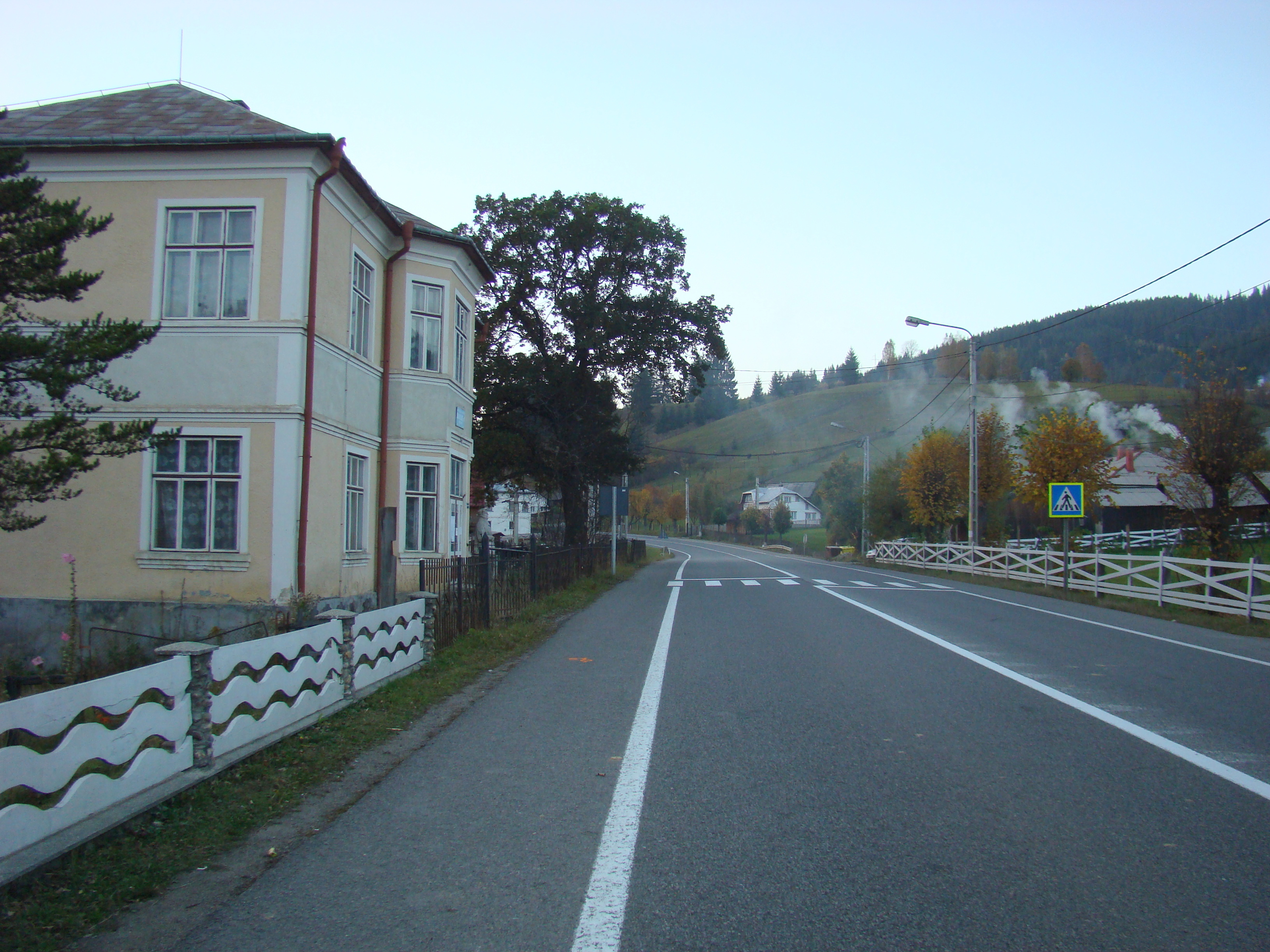
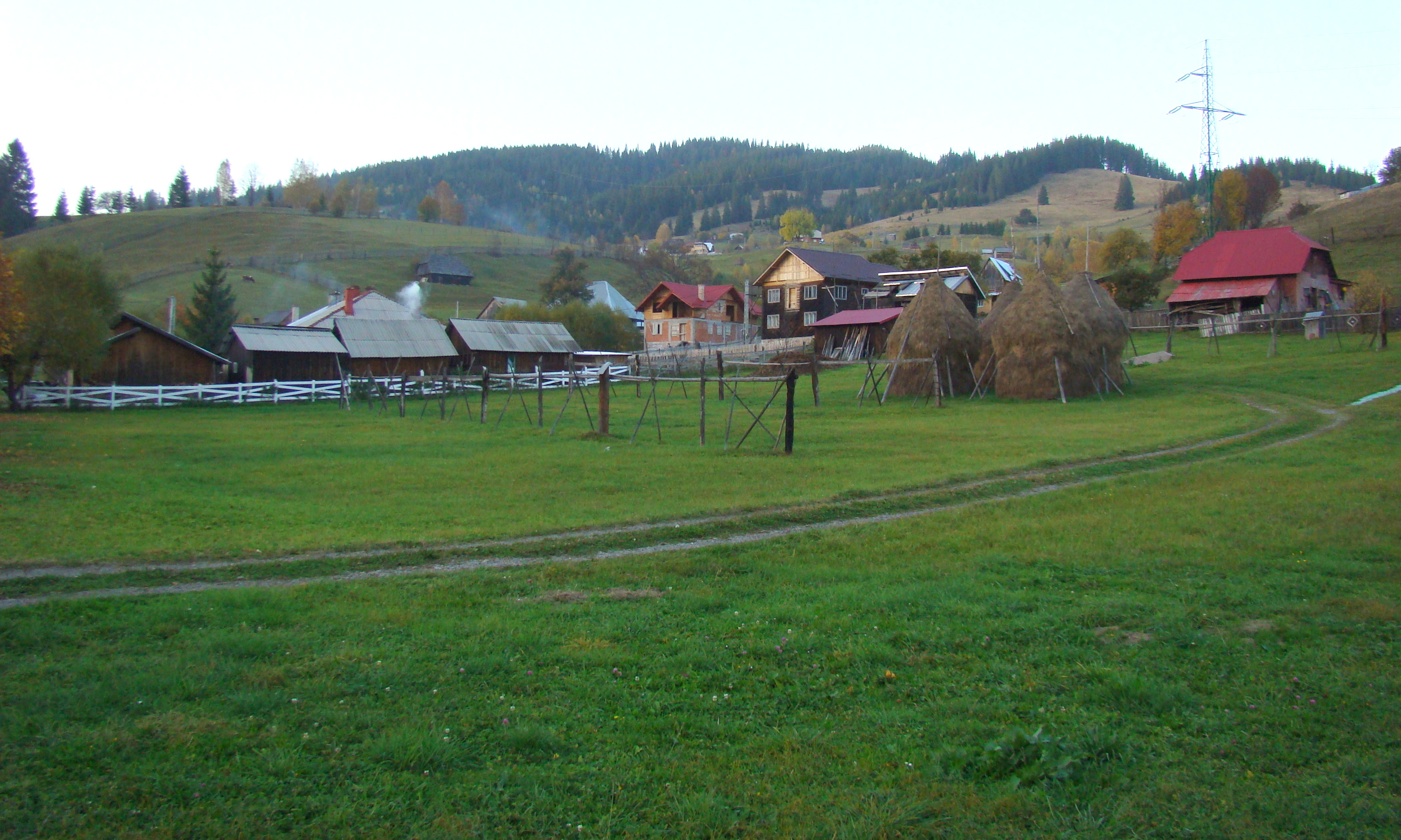
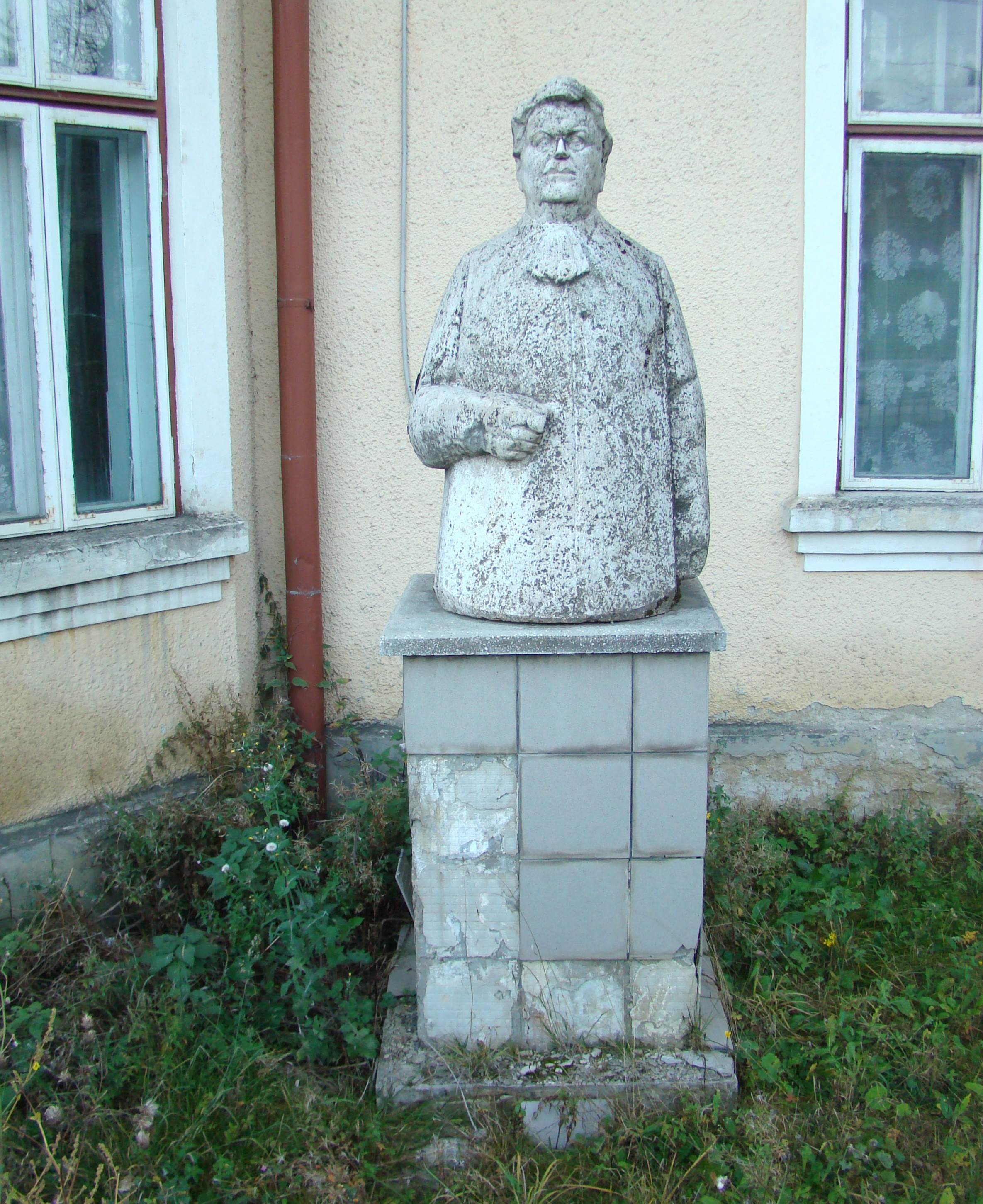
Bustul lui Mihail Sadoveanu
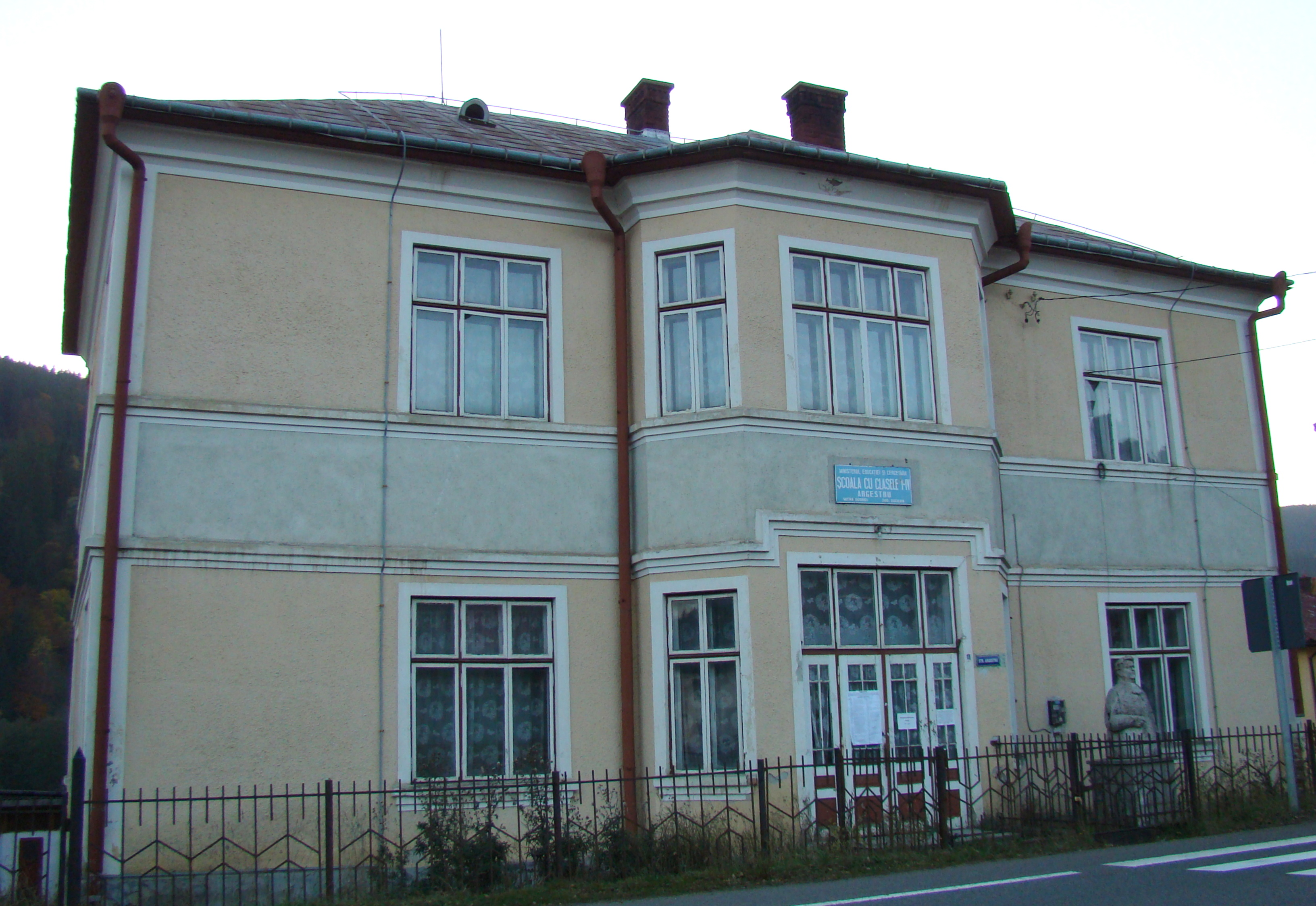
Școala

 Acest articol despre o localitate din județul Suceava este deocamdată un ciot. Puteți ajuta Wikipedia prin completarea lui.